# Monostorpályi
Monostorpályi é um município da Hungria, situado no condado de Hajdú-Bihar. Tem 44,44 km² de área e sua população em 2015 foi estimada em 2.136 habitantes.